# Hachemi Razgallah
Hachemi Razgallah, né le 27 décembre 1942 à Tunis, est un joueur et entraîneur de handball tunisien.

## Parcours
Il entame sa carrière sportive comme gardien de but en football au sein du Club africain puis à Al Hilal de Tunis avant de passer au handball en 1962 au sein du Club sportif des cheminots, où ses aptitudes techniques et son sens du but lui permettent d'être sélectionné en équipe nationale espoirs en 1963 puis de rejoindre l'équipe de Tunisie l'année suivante. Attirant l'attention des grands clubs, il rejoint en 1964 les rangs de l'Association sportive des PTT qui est alors l'une des meilleures équipes du pays. Il fait partie de la sélection pour le championnat du monde de 1967, lors duquel il est le meilleur buteur de l'équipe de Tunisie avec huit buts sur les 23 marqués, malgré sa constitution physique moyenne : 1,72 m pour un poids de 72 kilos.
L'année suivante, il part en Allemagne et joue en seconde division pour l'Olympia Köln (de) et l'OSC Rheinhausen (de) dont Il contribue à l'accession en première division en 1973. Obtenant son diplôme d'entraîneur, il prend en charge des sections de jeunes et des sélections féminines. Il est ainsi le premier handballeur tunisien ayant joué et entraîné en Allemagne. Il signe aussi à l'Espérance sportive de Tunis (EST) avec laquelle il participe aux matchs les plus importants (demi-finale et finale de la coupe et matchs contre le Club africain).
En 1974, il rentre en Tunisie et prend en main l'équipe juniors de l'EST parallèlement à son activité de joueur, avant de prendre en charge les seniors en 1976-1977. En 1979, il est nommé à la tête de l'équipe nationale. Mais si les débuts sont prometteurs, avec le titre du championnat d'Afrique en 1979, la fin est décevante avec l'échec du championnat d'Afrique de 1981 à Tunis, ce qui engendre le gel de l'équipe.
Il obtient une autre chance dix ans après et entraîne plusieurs clubs, avant de s'installer dans les pays du Conseil de coopération du Golfe, notamment en Arabie saoudite et au Qatar, où son travail est apprécié et sa compétence reconnue.

## Carrière

### Handballeur
- 1962-1964 : Club sportif des cheminots
- 1964-1967 : Association sportive des PTT
- 1967-1969 : Olympia Köln (de)
- 1969-1974 : OSC Rheinhausen (de)
- 1974-1977 : Espérance sportive de Tunis

### Entraîneur
- 1971-1974 : Équipes de jeunes et féminines en Allemagne
- 1974-1976 : Espérance sportive de Tunis (juniors)
- 1976-1978 : Espérance sportive de Tunis
- 1978-1980 : Association sportive d'Hammamet
- fév. 1979-juillet 1981 : Équipe de Tunisie
- 1982 : Espérance sportive de Tunis
- 1984-1985 : Espérance sportive de Tunis
- 1985-1991 : Entraîneur dans les pays du Conseil de coopération du Golfe
- déc. 1991-fév. 1994 : Équipe de Tunisie
- 1994-1995 : Club sportif de Hammam Lif
- 1995-1996 : Association sportive d'Hammamet
- 1996-1997 : Club sportif de Hammam Lif
- Après 1997 : Retour dans les pays du Golfe

## Palmarès

### Joueur
- Vainqueur du championnat de Tunisie : 1975, 1976, 1977
- Vainqueur de la coupe de Tunisie : 1974, 1975, 1976, 1977
- Vainqueur du championnat arabe des clubs champions : 1976

### Entraîneur
Ce palmarès ne tient pas compte des titres obtenus dans les pays du Golfe :
- Coupe de Palestine en 1992
- Championnat d'Afrique des nations : 1979
- Championnat d'Afrique des nations : 1992
- Jeux panarabes : 1992
- Championnat d'Afrique des nations : 1981
- Championnat de Tunisie : 1977, 1978, 1985
- Coupe de Tunisie : 1977, 1978, 1985
- Championnat arabe des clubs champions : 1976, 1977